# Kanton Pau-Nord
Der Kanton Pau-Nord war von 1982 bis 2015 ein französischer Wahlkreis im Arrondissement Pau, im Département Pyrénées-Atlantiques und in der Region Aquitanien. Er bestand aus einem Teil der Stadt Pau. Die Bevölkerungszahl von Pau betrug 2007 insgesamt 78.732 Einwohner. 